# Автолик
Автолик в древногръцката митология е син на Хермес и Хиона.
Имал славата на ловък разбойник и обитавал планината Парнас. Той е баща на Антиклея, майката на Одисей.Автолик получил от своя баща като дар способността да става невидим, както и тази да приема различни образи. Самото име Автолик означава „той вълк“ или „олицетворение на вълк“, което сочи тотемните корени на образа на героя.
Автолик похитил стадата на Сизиф, който като го уличил в престъплението, съблазнил дъщеря му Антиклея, която скоро след това се омъжила за Лаерт. В легендата за Автолик се преплитат историята на трима известни митични хитреци – Автолик, Сизиф и Одисей, като последния се оказва син на Сизиф и внук на Автолик.
Автолик се смятал и за много изкусен в борбата. Обучил да се бие самия Херкулес. Автолик взел участие в похода на аргонавтите.